# 米津政容
米津 政容（よねきつ まさよし）は、江戸時代前期から中期にかけての大名。武蔵国久喜藩3代藩主。官位は従五位下・出羽守。

## 略歴
天和2年（1682年）、初代藩主・米津政武の次男として誕生した。元禄11年（1698年）に父が隠居した際、家督は長兄の政矩が継ぎ、政容には別に上総国・下総国国内で1000石を分与されて、寄合旗本に列した。その後は5代将軍・徳川綱吉の下で小姓並、次いで小姓として仕えていたが、政矩が元禄16年（1703年）に早世したため、その養子となって久喜藩の家督を継いだ。このとき、1000石は幕府に収公されたため、久喜藩は1万1000石となる。
綱吉からの寵愛は深く、綱吉が亡くなるまで小姓を務めた。その後も大番頭を経て、享保14年（1729年）11月に大坂定番に任じられたが、在任中の元文4年（1739年）7月27日、大坂で死去した。享年58。
跡を三男の政崇が継いだ。

## 系譜
- 父：米津政武（1638年 - 1708年）
- 母：不詳
- 養父：米津政矩（1675年 - 1703年）
- 正室：松平信定娘
- 継室：本多忠英娘
- 生母不明の子女
  - 三男：米津政崇（1724年 - 1784年）
  - 女子：武田信村婚約者
  - 女子：酒井忠陸正室
  - 女子：酒井忠陸継室
  - 女子：近藤英用継室
  - 女子：青木直暢正室
  - 女子：竹中元躊正室 - 後渋谷良紀正室